# Barbados nos Jogos Olímpicos de Verão de 1968
Barbados participou dos Jogos Olímpicos pela primeira vez nos Jogos Olímpicos de Verão de 1968 na Cidade do México, México.

## Resultados por Evento

### Atletismo
- Ezra Burnham
- Hadley Hinds

### Ciclismo
- Colin Forde
- Kensley Reece
- Richard Roett
- Michael Stoute

### Halterofilismo
- Anthony Phillips

### Natação
- Angus Edghill

### Tiro
- Milton Tucker